# Virtual World Snooker Championship 2020
Il Virtual World Snooker Championship 2020 è un torneo virtuale di snooker che si è disputato dal 18 aprile al 4 maggio 2020 sul videogioco Snooker 19 sulla console PlayStation 4.
Questo tipo di torneo è stato ideato dal World Snooker Tour in collaborazione con Lab42, sviluppatore del videogioco Snooker 19, per sostituire il vero Campionato mondiale di snooker, rinviato a causa della pandemia COVID-19; Ogni match è stato trasmesso sul canale YouTube e sulla pagina Facebook del World Snooker Tour.
Il vincitore dell'evento, Scott Edwards, verrà invitato al Crucible Theatre durante il torneo reale, per essere presentato con il trofeo, e in seguito potrà assistere in prima persona alle partite dal vivo, qualora non ci dovessero essere le porte chiuse. Il pacchetto premio include anche alcuni autografi dei migliori professionisti di questo sport e una copia di Snooker 19 Gold Edition.

## Partecipanti
Al torneo hanno partecipato i primi 16 giocatori del Ranking aggiornato al Gibraltar Open, ognuno di essi è stato rappresentato da un videogiocatore. Nella realtà invece i partecipanti alla fase a eliminazione diretta saranno 32.
| N° | Giocatore reale   | Videogiocatore    |
| -- | ----------------- | ----------------- |
| 1  | Judd Trump        | Tom Mayhew        |
| 2  | Neil Robertson    | Chris Black       |
| 3  | Mark Williams     | Lee Cordrey       |
| 4  | John Higgins      | Benny de Nayer    |
| 5  | Mark Allen        | Joe Hannard       |
| 6  | Ronnie O'Sullivan | Josh Sperrin      |
| 7  | Mark Selby        | Scott Edwards     |
| 8  | Kyren Wilson      | Julien Pacaud     |
| 9  | Shaun Murphy      | Andy Segers       |
| 10 | Ding Junhui       | Dean Wallington   |
| 11 | David Gilbert     | Dylan Edwards     |
| 12 | Jack Lisowski     | Steve Asling      |
| 13 | Stuart Bingham    | Stephen Heath     |
| 14 | Stephen Maguire   | Mike Chinn        |
| 15 | Barry Hawkins     | James Page-Martin |
| 16 | Yan Bingtao       | Stephen Nicholls  |

## Fase a eliminazione diretta[5]
| Ottavi di finale       | Quarti di finale       | Semifinali             | Finale                 |
| ---------------------- | ---------------------- | ---------------------- | ---------------------- |
| Al meglio dei 3 frames | Al meglio dei 3 frames | Al meglio dei 5 frames | Al meglio dei 5 frames |

Al fianco dei giocatori è indicata la testa di serie.

### Ottavi di finale (18-24 aprile)
| TS | Giocatore         | Giocatore       | TS | Risultato | Note   |
| -- | ----------------- | --------------- | -- | --------- | ------ |
| 1  | Judd Trump        | Yan Bingtao     | 16 | 2 - 1     | [ 7 ]  |
| 8  | Kyren Wilson      | Shaun Murphy    | 9  | 2 - 0     | [ 8 ]  |
| 5  | Mark Allen        | Jack Lisowski   | 12 | 2 - 0     | [ 9 ]  |
| 4  | John Higgins      | Stuart Bingham  | 13 | 2 - 1     | [ 9 ]  |
| 3  | Mark Williams     | Stephen Maguire | 14 | 2 - 1     | [ 10 ] |
| 6  | Ronnie O'Sullivan | David Gilbert   | 11 | 1 - 2     | [ 11 ] |
| 7  | Mark Selby        | Ding Junhui     | 10 | 2 - 0     | [ 10 ] |
| 2  | Neil Robertson    | Barry Hawkins   | 15 | 2 - 0     | [ 12 ] |

### Quarti di finale (27-30 aprile)
| TS | Giocatore     | Giocatore      | TS | Risultato | Note   |
| -- | ------------- | -------------- | -- | --------- | ------ |
| 1  | Judd Trump    | Kyren Wilson   | 8  | 0 - 2     | [ 13 ] |
| 5  | Mark Allen    | John Higgins   | 4  | 1 - 2     | [ 14 ] |
| 3  | Mark Williams | David Gilbert  | 11 | 2 - 0     | [ 15 ] |
| 7  | Mark Selby    | Neil Robertson | 2  | 2 - 0     | [ 16 ] |

### Semifinali (1-2 maggio)
| TS | Giocatore     | Giocatore    | TS | Risultato | Note   |
| -- | ------------- | ------------ | -- | --------- | ------ |
| 8  | Kyren Wilson  | John Higgins | 4  | 1 - 3     | [ 17 ] |
| 3  | Mark Williams | Mark Selby   | 7  | 2 - 3     | [ 18 ] |

### Finale (4 maggio)
| TS | Giocatore    | Giocatore  | TS | Risultato | Note   |
| -- | ------------ | ---------- | -- | --------- | ------ |
| 4  | John Higgins | Mark Selby | 7  | 2 - 3     | [ 19 ] |

### Century Breaks (1)
| N° | Giocatore     | Videogiocatore | Century Breaks | Miglior Break |
| -- | ------------- | -------------- | -------------- | ------------- |
| 1  | Mark Williams | Lee Cordrey    | 1              | 131           |